# Summit Camp

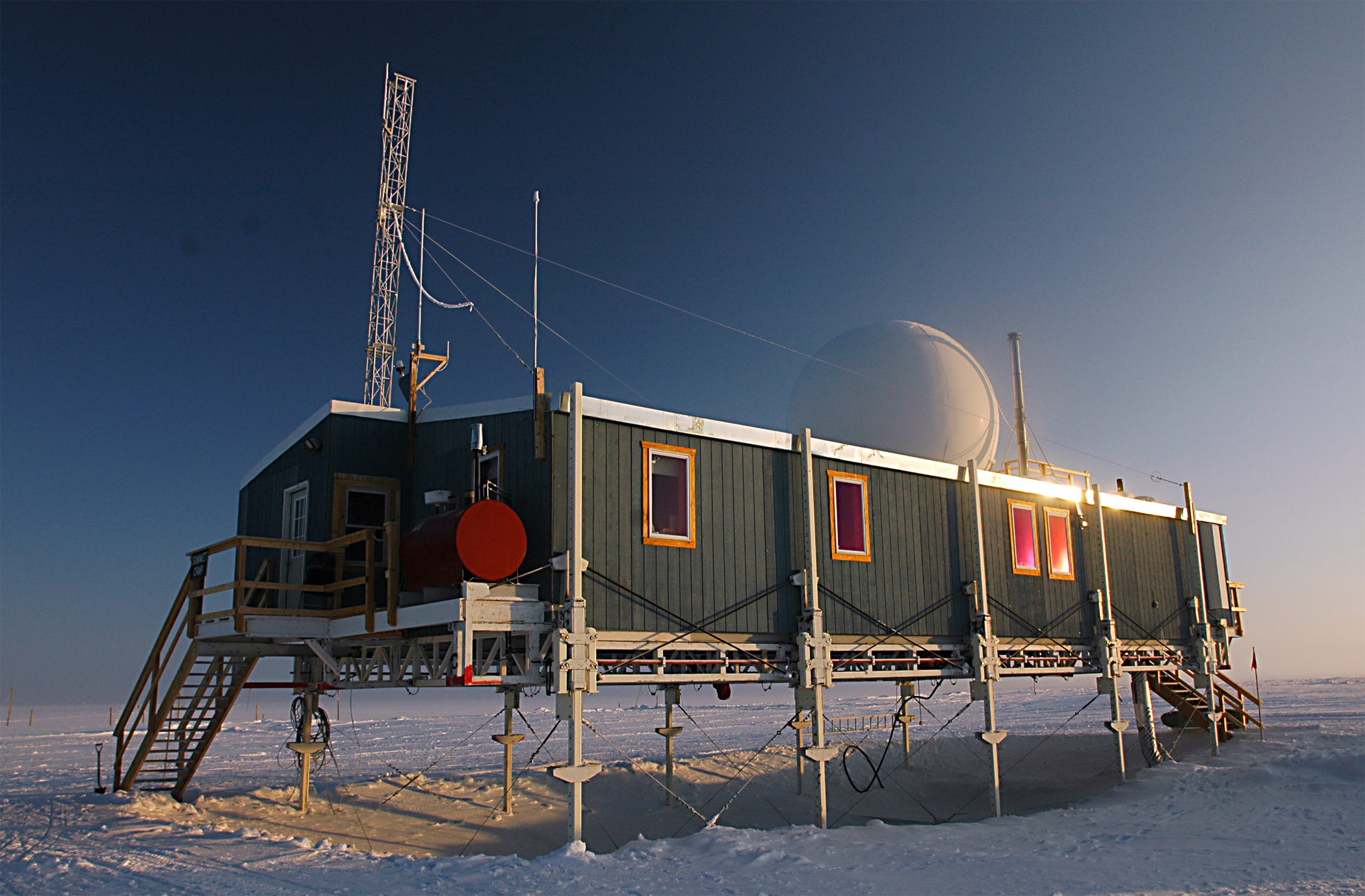
La Summit Station

Summit Camp, noto anche come Summit Station, è una stazione di ricerca con personale operativo tutto l'anno, situata vicino all'apice della calotta glaciale della Groenlandia. La stazione si trova a 3216 m s.l.m..
La popolazione della stazione è solitamente composta da cinque unità durante il periodo invernale e raggiunge un massimo di 38 unità durante il periodo estivo. La stazione è gestita dalla United States National Science Foundation tramite l'appaltatore di supporto logistico Battelle Arctic Research Operations (Battelle ARO). Per visitare la stazione è necessario un permesso rilasciato dal Centro polare danese (in danese: Dansk Polarcenter) sotto gli auspici del Governo della Groenlandia (in groenlandese: Kalaallit Nunaanni Inatsisartut).

## Geografia

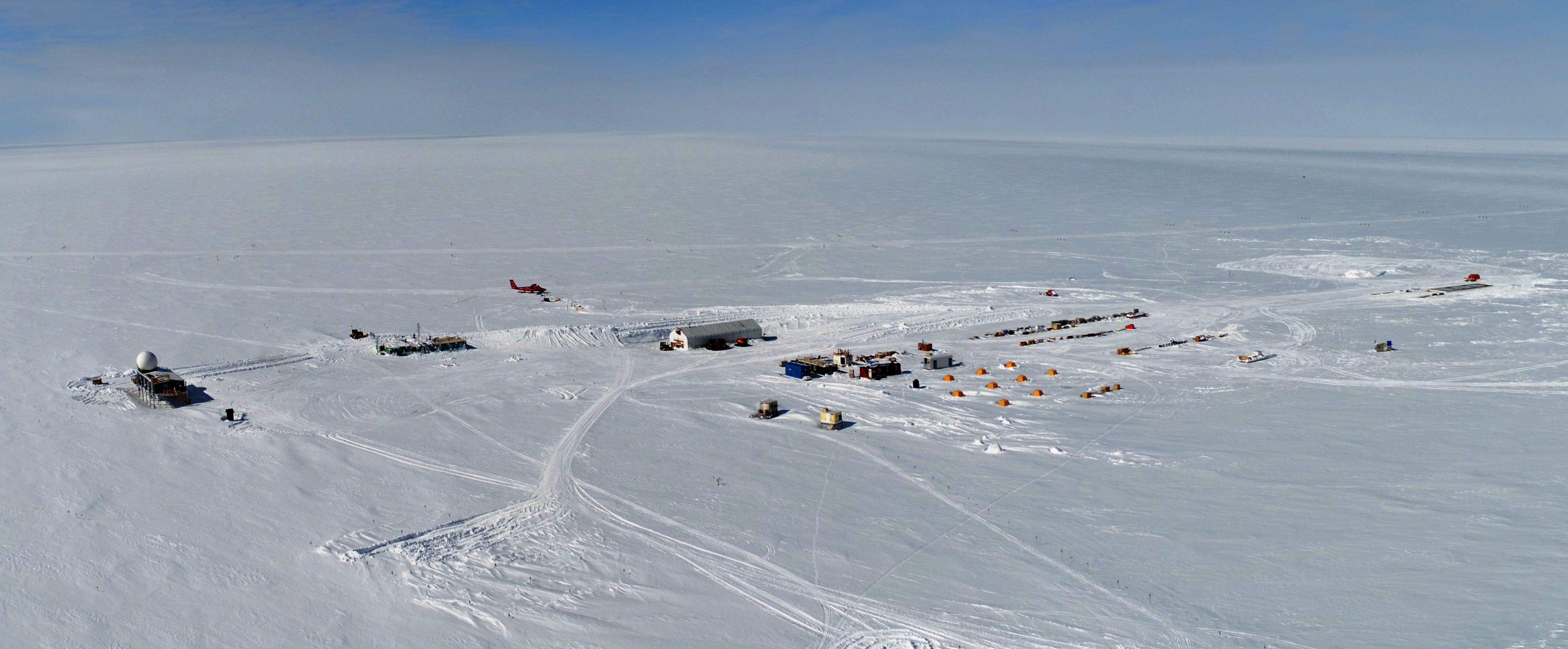
Panorama dell'area attorno alla Summit Station

Posizione della Summit Station all'interno del Northeast Greenland National Park

La stazione si trova a circa 360 km dalla costa orientale della Groenlandia, 500 km dalla costa occidentale (a Saattut, Uummannaq) e 200 km a nord-nordest della stazione di Eismitte. La città più vicina è Ittoqqortoormiit, 460 km a est-sudest della stazione. La stazione, tuttavia, non fa parte del comune di Sermersooq ma rientra nei confini del Parco nazionale della Groenlandia nord-orientale.
La stazione Summit è composta dalla Big House (comunicazioni e cucina), dalla Mobile Science Facility, dall'Osservatorio di osservazione atmosferica temporanea, dal modulo di attracco, da un garage e da un edificio generatore e da edifici di stoccaggio.
L'elevazione della superficie della stazione Summit è aumentata in media di 1,9 cm all'anno nel periodo 2008-2018. L'accumulo è il fattore più importante nella variazione di altitudine.

## Storia

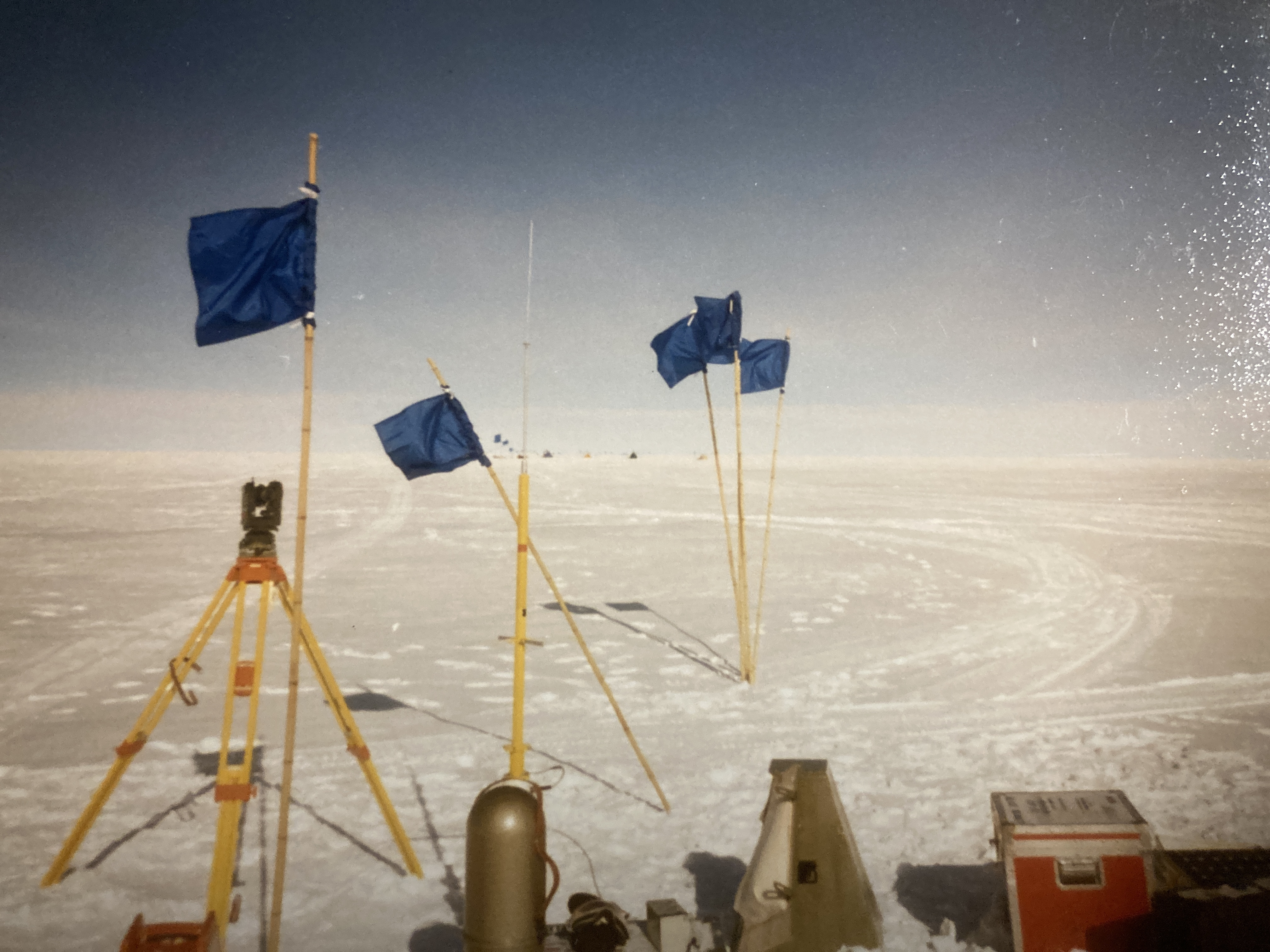
La prima pista di atterraggio nel 1989

Summit Station fu originariamente fondata nell'aprile 1989 a supporto dello sforzo di carotaggio profondo del ghiaccio del Greenland Ice Sheet Project Two (GISP2). Un C-130 equipaggiato con sci della New York Air National Guard eseguì un atterraggio sulla neve aperta vicino al sito, portando la squadra di messa in servizio composta da Mark Twickler, Jay Klink, Michael Morrison e due specialisti della navigazione, Doug Roberts e Jim Normandeau, che individuarono la posizione esatta scelta per il sito di perforazione GISP2, stabilirono un campo e tracciarono la pista. I voli successivi portarono materiali e personale aggiuntivi necessari per costruire la stazione.
Furono progettate e costruite due strutture principali: La Big House, un edificio con pannelli isolati (che ospita una cucina, uno spazio comune e un ufficio), sopraelevato per ridurre al minimo i cumuli di neve; e una cupola di perforazione geodetica per consentire la perforazione profonda. Furono inoltre costruite ampie trincee sotto la neve per ospitare le strutture di movimentazione, elaborazione e stoccaggio del nucleo. Furono inoltre eretti molti edifici e tende più piccoli di Weatherport destinati ad aree di stoccaggio e officina, nonché come dormitori. Questi venivano eretti e smontati ogni stagione. Il 1º luglio 1993, è stato raggiunto il substrato roccioso. Originariamente occupata solo in estate, la stazione è stata presidiata tutto l'anno dal 2003, con una popolazione invernale di quattro o cinque persone.
Il Greenland Telescope deve ancora essere trasferito qui, anche se i preparativi sono ancora in corso.

## Clima

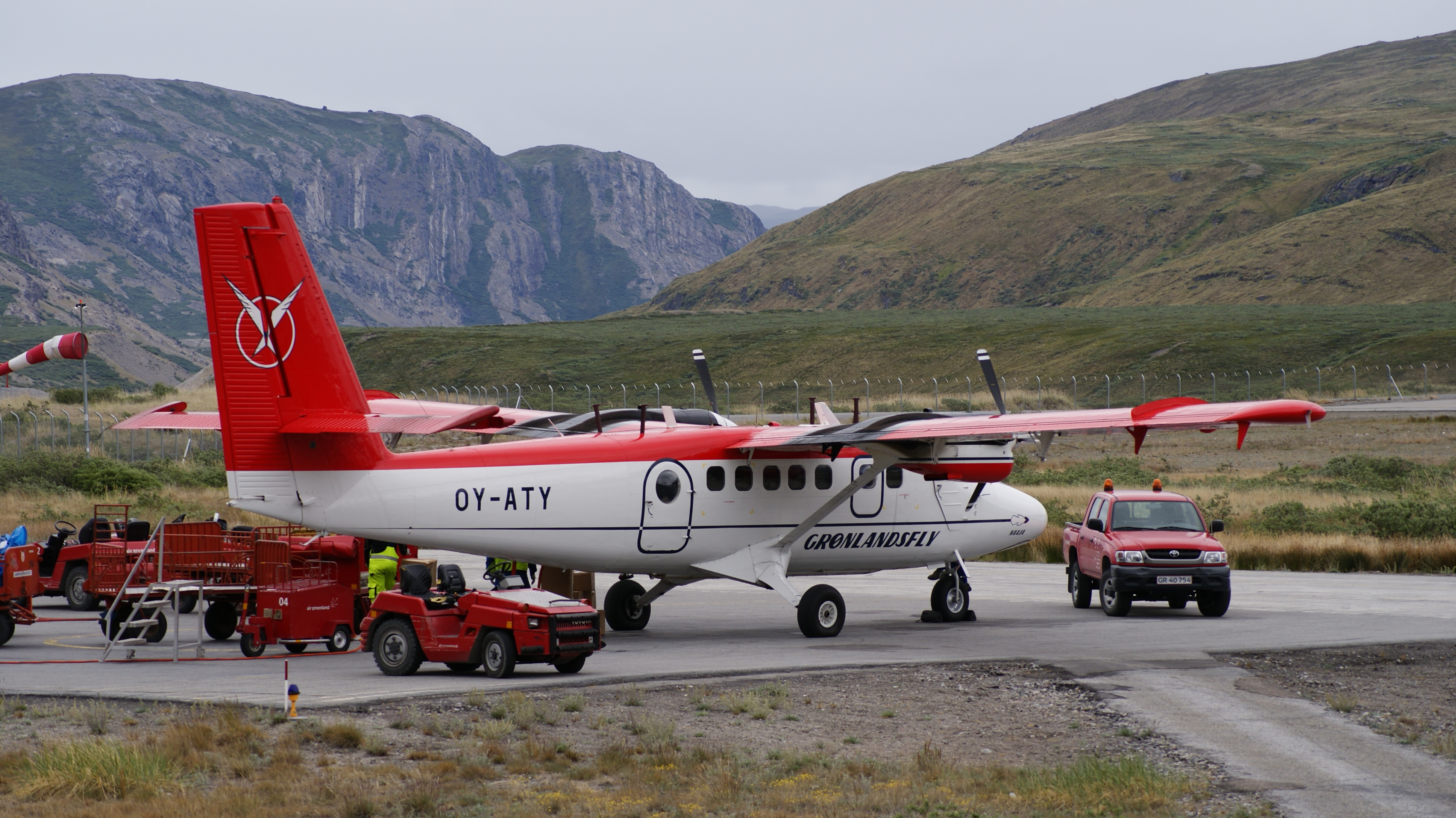
Un Twin Otter della Air Greenland in partenza da Kangerlussuaq per un volo di rifornimento alla stazione, summer 2009.

Il clima è classificato come calotta glaciale, con nessun mese con temperatura media superiore a 0 °C. Le temperature massime giornaliere tipiche al Summit Camp sono intorno a −35 °C in inverno (gennaio) e −10 °C in estate (luglio). Le temperature minime invernali sono in genere circa −45 °C e solo raramente superano i −20 °C. La temperatura più alta a Summit Station è stata di 2,2 °C, registrata il 13 luglio 2012 e il 28 luglio 2017; la temperatura più bassa registrata è stata di −69,6 °C il 22 dicembre 1991, il 6 luglio 2017 il sito ha registrato la temperatura più bassa nell'emisfero settentrionale per il mese di luglio a −33,0 °C. Il 14 agosto 2021 ha piovuto per tutto il giorno al Summit Camp, segnando per la prima volta dall'inizio della rilevazione (1989) che la pioggia è caduta in forma liquida sulla vetta glaciale della Groenlandia.

## Trasporti
Durante i mesi estivi, la stazione è accessibile tramite l'aeroporto di Kangerlussuaq con aerei LC-130 Hercules che atterrano su una pista innevata di 4572×60 m, che viene preparata e regolarmente battuta per consentire l'atterraggio degli aerei attrezzati per lo sci. L'accesso invernale è poco frequente, utilizzando aerei più piccoli, attrezzati per lo sci come il Twin Otter pilotato dalla Kenn Borek Air.